# حزب المؤتمر الوطني (الهند)

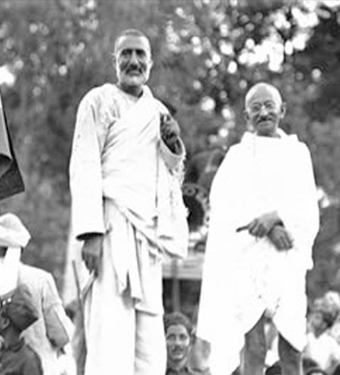
خان عبد الغفار خان ومهاتما غاندي في المؤتمر الوطني الهندي المعارض بشدة لتقسيم الهند

الكونغرس الهندي هو حزب سياسي واسع القاعدة في الهند. أُسّس في عام 1885 ، وكان أول حركة قومية حديثة ظهرت في الإمبراطورية البريطانية في آسيا وأفريقيا. من أواخر القرن التاسع عشر، وخاصة بعد عام 1920، تحت قيادة المهاتما غاندي، أصبح الكونجرس الرئيسي زعيم حركة استقلال الهند. قاد الكونجرس الهند إلى الاستقلال عن بريطانيا العظمى، وأثَّر بقوة على الحركات القومية الأخرى المناهضة للاستعمار في الإمبراطورية البريطانية.
الكونغرس هو حزب علماني يعتبر برنامجه الاجتماعي الديمقراطي على أنه يسار الوسط السياسي الهندي. ترتكز السياسة الاجتماعية للكونغرس على مبدأ رفع جميع قطاعات المجتمع - والذي ينطوي على تحسين حياة المحرومين اقتصاديا والمهمشين اجتماعيا. يؤيد الحزب في المقام الأول الديمقراطية الاجتماعية التي تسعى إلى تحقيق التوازن بين الحرية الفردية والعدالة الاجتماعية والرفاهية والعلمانية وتأكيد الحق في التحرر من الحكم الديني والتعاليم الدينية. وينص الدستور على أن الاشتراكية الديموقراطية هي الطريقة المثالية.
بعد استقلال الهند في عام 1947 ، شكّل الكونغرس الحكومة المركزية للهند، والعديد من حكومات الولايات الإقليمية. أصبح الكونغرس الحزب السياسي المهيمن في الهند. اعتبارا من عام 2015، في الانتخابات العامة الـ15 منذ الاستقلال، فازت بأغلبية صريحة في ست مناسبات وقادت الائتلاف الحاكم أربع مرات أخرى، على رأس الحكومة المركزية لمدة 49 عاما. كان هناك سبعة رؤساء وزراء تولوا رئاسة المؤتمر الوطني، أولهم جواهر لال نهرو(1947-1964) ، وآخرهم مانموهان سينغ(2004-2014). على الرغم من أنه لم يحقق نتائج جيدة في الانتخابات العامة الأخيرة في الهند عام 2014 ، إلا أنه لا يزال واحدا من الحزبين السياسيين الرئيسيين على مستوى البلاد في الهند، إلى جانب حزب الجناح اليميني الهندوسي، بهاراتيا جاناتا في الانتخابات العامة لعام 2014، حصل الكونغرس على أفقر أداء في الانتخابات العامة بعد الاستقلال، حيث فاز بـ 44 مقعدًا فقط من 542 عضواً في لوك سابها.
من 2004 إلى 2014، شكّل التحالف التقدمي المتحد، وهو ائتلاف للكونغرس مع العديد من الأحزاب الإقليمية، الحكومة الهندية بقيادة الدكتور مانموهان سينغ، رئيس الوزراء كرئيس للحكومة الائتلافية. زعيم الحزب خلال هذه الفترة، سونيا غاندي خدم أطول فترة كرئيس للحزب.}}
عقد المؤتمر الوطني الهندي دورته الأولى في بومباي من 28-31 ديسمبر 1885 بمبادرة من ضابط الخدمة المدنية المتقاعد ألان أوكتافيان هيوم. في عام 1883، حدد هيوم فكرته عن هيئة تمثل المصالح الهندية في رسالة مفتوحة لخريجي جامعة كلكتا. كان هدفها الحصول على حصة أكبر في الحكومة للهنود المثقفين، وخلق منبر للحوار المدني والسياسي بينهم وبين الراج البريطاني. أخذ هيوم المبادرة، وفي مارس 1885 صدر إشعار بعقد الاجتماع الأول للاتحاد الوطني الهندي الذي سيعقد في بونا في ديسمبر التالي. بسبب تفشي الكوليرا هناك، تم نقله إلى مومباي.

## التاريخ

### ما قبل الاستقلال

#### التأسيس
عقد المؤتمر الوطني الهندي جلسته الأولى في بومباي من 28 حتى 31 ديسمبر 1885 بمبادرة من ضابط الخدمة المدنية المتقاعد آلان أوكتافيان هيوم. في عام 1883، كان هيوم قد أوجز فكرته عن هيئة تمثل المصالح الهندية في رسالة مفتوحة إلى خريجي جامعة كلكتا. كان الهدف من تلك الفكرة الحصول على حصة أكبر في الحكومة للهنود المتعلمين، وإنشاء منبر للحوار المدني والسياسي بينهم وبين الراج البريطاني. أخذ هيوم زمام المبادرة، وفي شهر مارس من عام 1885 صدر إشعار عقد الاجتماع الأول للاتحاد الوطني الهندي الذي سيعقد في بونا في شهر ديسمبر التالي. ولكن نظرًا إلى تفشي مرض الكوليرا هناك، نُقل الاجتماع إلى بومباي.
نظم هيوم الاجتماع الأول في بومباي بموافقة الحاكم العام للهند لورد دوفرين. كان أميش تشاندرا بانيرجي أول رئيس للمؤتمر، وعُقدت الجلسة الأولى بحضور 72 وفدًا يمثلون كافة مقاطعات الهند. وكان من بين الممثلين البارزين ضابط سي آي إس الإسكتلندي ويليام ويدربورن ودادبهي ناوردجي وفيروزيشاه ميهتا من جمعية رئاسة بومباي وغانيش فاسوديو جوشي من بونا سارفاجانيك سابها، والمصلح الاجتماعي ومحرر جريدة غوبال غانيش أغاركار والقاضي كي تي تيلانغ وإن جي تشاندافاركار ودنيشو واتشا وبيهرامجي مالاباري والصحافي والناشط غوتي كيسافا بيلاي وبي. رانغاياه نايدو من مدرس ماهاجانا سابا. كانت هذه المجموعة النخبوية الصغيرة، غير الممثِلة للجماهير الهندية في ذلك الوقت، تقوم بدور مرحلة من مراحل طموحات النخبة الهندية أكثر من كونها حزبًا سياسيًا في العقد الأول من وجوده.

#### السنوات الأولى
في بداية القرن العشرين، باتت مطالب المؤتمر أكثر راديكالية في مواجهة معارضة دائمة من الحكومة البريطانية، وقرر الحزب أن يؤيد حركة الاستقلال لأنها كانت ستسمح بنظام سياسي جديد يمكن للمؤتمر أن يكون فيه حزبًا رئيسيًا. وبحلول عام 1905، نشأ انقسام بين المعتدلين الذين قادعم جوخال، الذي قلل من أهمية التحريض العام، والمتطرفين الجدد الذين دافعوا عن التحريض وكانوا يعتبرون السعي وراء الإصلاح الاجتماعي بمثابة إلهاء عن القومية. برز من بين المتطرفين بال جانجادهار تيلاك، الذي حاول حشد الهنود الهندوس من خلال مناشدة هوية سياسية هندوسية صريحة عُرضت في مهرجانات جاناباتي السنوية العامة التي افتتحها في غرب الهند.
ضم المؤتمر عددًا من الشخصيات السياسية البارزة. انتُخب داداباي ناوروجي، الذي كان عضوًا في الجمعية الوطنية الهندية الشقيقة، رئيسًا للحزب في عام 1886 وكان أول عضو هندي في البرلمان في مجلس عموم المملكة المتحدة (1892-1895). وضم المؤتمر أيضًا بال جانجادهار تيلاك وبيبين شاندرا بال ولالا لاجبات راي وجوبال كريشنا جوخال ومحمد علي جناح. كان جناح عضوًا في المجموعة المعتدلة في المؤتمر التي فضلت الوحدة الهندوسية الإسلامية في تحقيق الحكم الذاتي. وفي وقت لاحق أصبح جناح زعيم رابطة مسلمي عموم الهند وكان له دور فعال في إقامة باكستان. تحول المؤتمر إلى حركة جماهيرية على يدي سوريندراناث بانيرجي أثناء تقسيم البنغال في عام 1905، وحركة سواديشي الناتجة عن ذلك.

#### المؤتمر كحركة جماهيرية
عاد المهاتما غاندي من جنوب أفريقيا في عام 1915. وفي أعقاب الحرب العالمية الأولى، أصبح الحزب مرتبطًا بغاندي الذي بقي زعيمه الروحي وأيقونته غير الرسمية. أقام غاندي تحالفًا مع حركة الخلافة في عام 1920 للقتال من أجل الحفاظ على الخلافة العثمانية وعلى حقوق الهنود باستخدام العصيان المدني أو الساتياغراها كأداة للتحريض. أوقف غاندي التحريض في عام 1923، بعد وفاة رجال شرطة في شاوري شاورا. واحتجاجًا على ذلك، تقدم عدد من القادة، من بينهم تشيتارانجان داس وآني بيزنت وموتيلال نهرو، باستقالتهم ليأسسوا حزب سواراج. تفككت حركة الخلافة وانقسم المؤتمر.
وبمساعدة المجموعة المعتدلة التي قادها جوخال، أصبح غاندي في عام 1924 رئيسًا للمؤتمر. أدى صعود شعبية غاندي وفن ثورة الساتياغراها الخاص به إلى نيل تأييد ساردار فالاباي باتل وفانديت جواهر لال نهرو وراجندرا براساد وخان محمد عباس خان وخان عبد الغفار خان وتشاكرافارتي راجوبالاتشاري وأنوجراه نارايان سينها وجايابراكاش نارايان وجيفاترايان سينها ومولانا أبو الكلام آزاد. ونتيجة للقومية السائدة، وشعبية غاندي ومحاولات الحزب للقضاء على الفروقات الطبقية وحظر المساس والفقر والانقسامات العرقية والدينية، بات المؤتمر مجموعة قوية ومهيمنة. وبالرغم من أن معظم أعضاء المؤتمر كانوا من الهندوس، فقد كان يضم أعضاءً من ديانات وطبقات اقتصادية وجماعات عرقية ولغوية أخرى.
في جلسة المؤتمر في لاهور عام 1929 تحت رئاسة جواهر لال نهرو، أُعلن بورنا سواراج (الاستقلال التام) كهدف للحزب واعتُمد يوم 26 يناير 1930 يوم «بورنا سواراج ديواس» (عيد الاستقلال). وفي السنة نفسها، طُرد سرينيفاس لينغر من الحزب إثر مطالبته بالاستقلال التام، لا مجرد حكم ذاتي كما كان غاندي قد طالب.
بعد تمرير قانون حكم الهند لعام 1935، أجريت انتخابات المحافظات في الهند في شتاء عام 1936-1937 في 11 مقاطعة: رئاسة مدراس والمقاطعات الوسطى وبيهار وأوريسا والمقاطعات المتحدة ورئاسة بومباي وأسام وإن دبليو إف بي وبنغال وبنجاب وسند. أُعلنت النتائج النهائية للانتخابات في شهر فبراير من عام 1937. اكتسب المؤتمر الوطني الهندي قوة في ثماني مقاطعات منها، والاستثناءات الثلاثة كانت بنغال وبنجاب وسند. أخفقت رابطة مسلمي عموم الهند في تشكيل حكومة في جميع المقاطعات. تقدم وزراء المؤتمر باستقالتهم في شهري أكتوبر ونوفمبر من عام 1939 في احتجاج على إعلان الحاكم العام للهند اللورد لينليثغو أن الهند كانت قد شاركت في الحرب العالمية الثانية دون استشارة الشعب الهندي.
في عام 1939 تقدم سوبهاش شاندرا بوز، الرئيس المنتخب في عامي 1938 و1939، باستقالته من المؤتمر بعد خلاف حول اختيار اللجنة العاملة. كان المؤتمر منظمة جامعة تؤوي اشتراكيين راديكاليين وتقليديين ومحافظين هندوس ومسلمين. طرد غاندي جميع التجمعات الاشتراكية، بما في ذلك حزب المؤتمر الاشتراكي وحزب براجا كريشاك وحزب سواراجيا، إضافة إلى سوبهاش شاندرا بوز، في عام 1939.
في عام 1946، حاكم البريطانيون الجنود الهنود الذين كانوا قد حاربوا إلى جانب اليابانيين خلال الحرب العالمية الثانية في محاكمات آي إن إيه. وردًا على ذلك، ساعد المؤتمر في تشكيل لجنة دفاع آي إن إيه التي جمعت فريقًا قانونيًا للدفاع في قضية جنود حكومة آزاد هند. ضم الفريق العديد من المحامين ذائعي الصيت، من بينهم بولابهاي ديساي وعساف علي وجواهر لال نهرو. وفي السنة نفسها، دعم المؤتمر في البداية البحارين الذين قادوا تمرد البحرية الهندية الملكي، إلا إنه سحب الدعم عند منعطف حاسم وباء العصيان بالفشل.

### ما بعد الاستقلال
بعد استقلال الهند في عام 1947، أصبح المؤتمر الوطني الهندي الحزب السياسي المهيمن في البلاد. وفي عام 1952، أجريت أول انتخابات عامة بعد الاستقلال، واكتسح الحزب السلطة في البرلمان الوطني ومعظم المجالس التشريعية للولايات. احتفظ الحزب بالسلطة على الصعيد الوطني حتى عام 1977 حين تلقى هزيمة على يدي ائتلاف جاناتا. وعاد إلى السلطة في عام 1980 وحكم حتى عام 1989 حين تلقى هزيمة من جديد. شكل الحزب الحكومة في عام 1991 على رأس ائتلاف، وكذلك في عامي 2004 و2009 حين كان يقود التحالف التقدمي الموحد. خلال هذه الفترة بقي الحزب ضمن يسار الوسط في سياساته الاجتماعية فيما كان يتحول بخطى ثابتة من توجه اقتصادي اشتراكي إلى توجه نيوليبرالي.